# Ernst Rötteken
Ernst Rötteken (* 2. März 1882 in Detmold; † 2. April 1945 ebenda) war Kunstmaler und Grafiker aus Detmold.

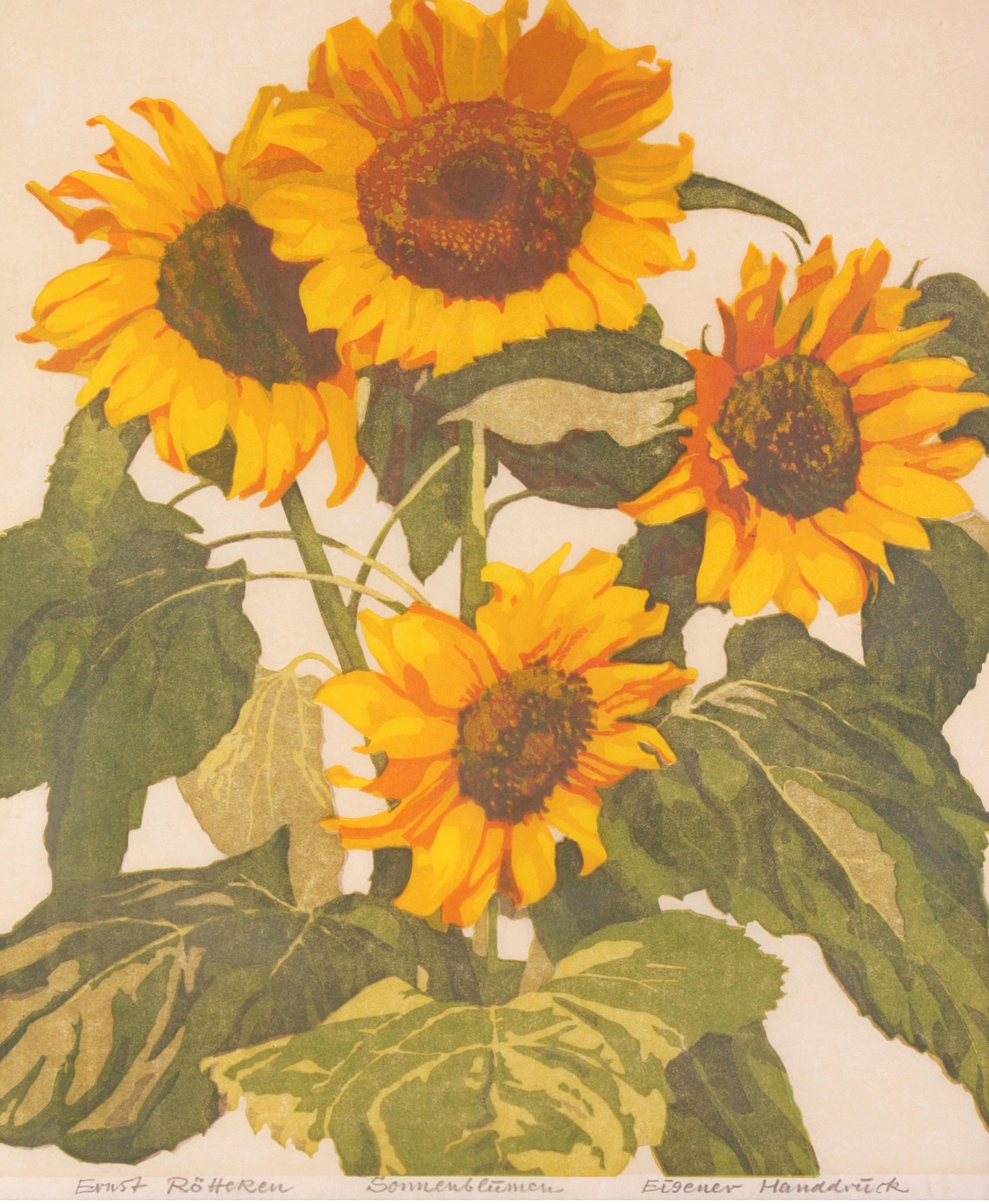
Ernst Rötteken: Sonnenblumen (Linolschnitt)

## Leben
Ernst Rötteken wurde am 2. März 1882 als Sohn des Veterinärs und Stallmeisters Fritz Rötteken und seiner Frau Hermine in Detmold geboren. Zunächst wohnte die Familie in der Freiligrathstraße, bevor sie in die Villa Rötteken nach Heiligenkirchen bei Detmold umzog. Ernst Rötteken besuchte das Gymnasium in Detmold, war ein guter Schüler und zeigte schon frühzeitig sein besonderes Talent für die Malerei. Nach dem Tod der Mutter heiratete der Vater die Kusine Marie Clemen und die Familie zog für einige Jahre nach Marburg. Hier ging Rötteken weiter zum Gymnasium und nach dem Abitur begann er ein Studium im Fach Botanik an der Philipps-Universität Marburg. Der Familientradition folgend wollte er Forstmeister werden, wie schon sein Onkel Otto Rötteken (1849–1915) im Heidental bei Detmold und sein Großvater Ernst Rötteken (1795–1875), der Jagdinspektor und Zeichenlehrer in Lemgo gewesen war. In Lemgo lebte auch sein Onkel Carl Rötteken (1831–1900), der ebenfalls Zeichenlehrer war und als lippischer Landschaftsmaler überregionale Bekanntheit erreicht hatte.

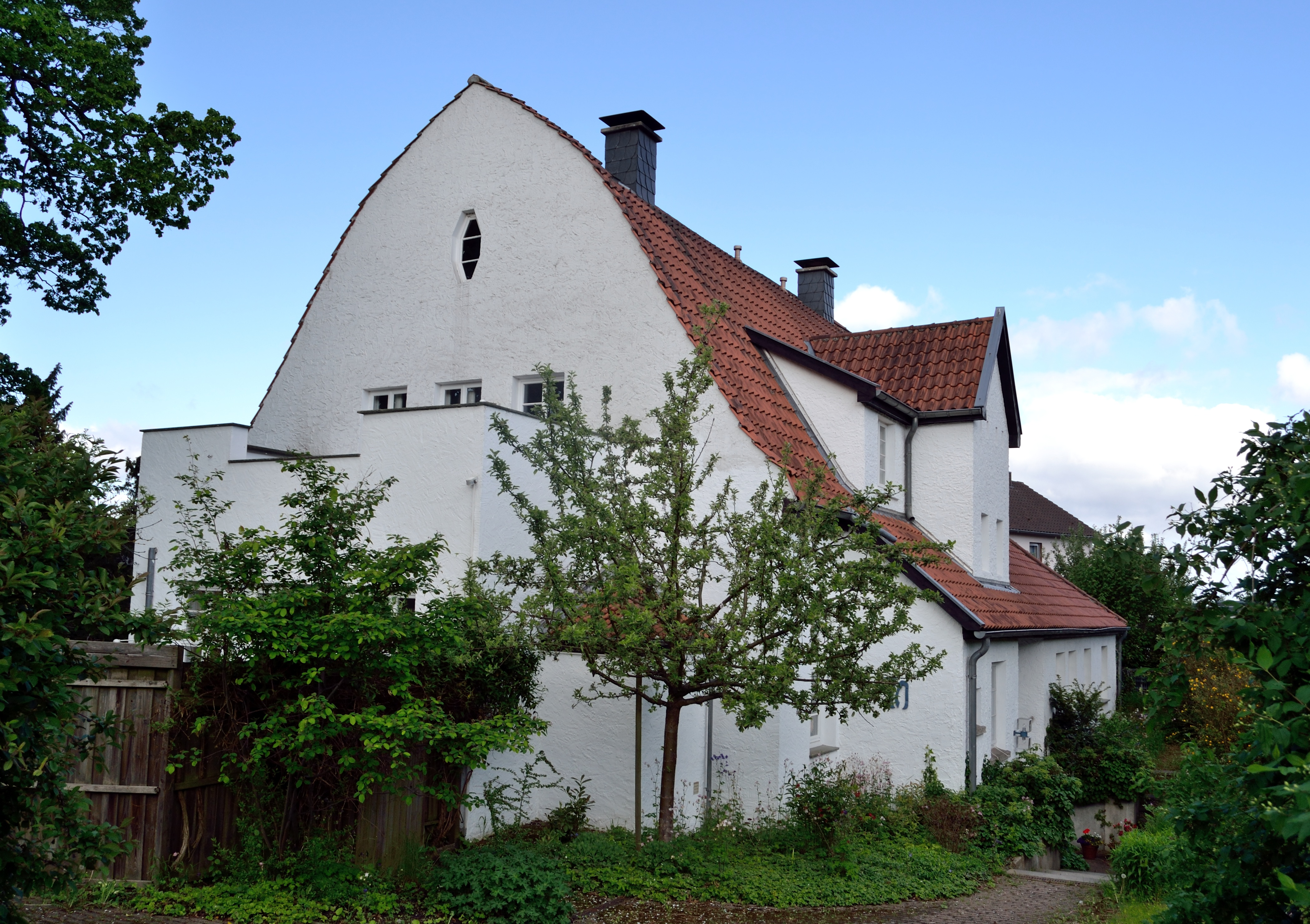
Wohnhaus des Malers in Detmold (Richthofenstraße 70)

Nach Ende des Studiums kehrte die Familie Rötteken nach Detmold zurück. Ernst fand allerdings keine freie Stelle im Forstamt und entschloss sich zum Kunststudium. Er besuchte die Kunstakademien in Düsseldorf und Karlsruhe und wurde Schüler bei Peter Janssen dem Älteren, der als Exponent der Düsseldorfer Malerschule gilt. In Karlsruhe studierte er bei dem Kunstmaler Heinrich Wilhelm Trübner, der sich in seinem Spätwerk dem Impressionismus zuwandte. Seine mit flächigem Pinselstrich gemalten Landschaften beeinflussten den Malstil Röttekens. Im Jahr 1902 in Karlsruhe entstand auch das einzige bekannte Selbstbildnis des Künstlers. Er reiste wiederholt in den Schwarzwald, sowie in die Alpen und nach Mecklenburg, um seine visuellen Eindrücke in Ölbildern festzuhalten. 1908 beendete er seine akademische Ausbildung und ließ sich in Detmold als freischaffender Künstler nieder. 1912 heiratete er Margarethe Reye und zog mit ihr nach Hiddesen bei Detmold. Ein Jahr später trat Rötteken dem Lippischen Künstlerbund bei, dessen Vorsitzender er 1932 wurde. Am Ersten Weltkrieg nahm er als Kriegsfreiwilliger teil und kam als Beobachter der Fliegerstaffel 207 an die Westfront. Vermutlich aufgrund einer Verwundung kehrte er ein Jahr vor Kriegsende nach Detmold zurück. Im Juli 1918 starb sein Vater.
Vom Verkauf der Ölgemälde allein konnte die inzwischen fünfköpfige Familie Rötteken nicht leben. Deshalb arbeitete Ernst in den 1920er Jahren als Zeichenlehrer am Detmolder Gymnasium und von 1927 bis 1941 auch an der Aufbauschule. Darüber hinaus malte er Blumenbilder, die er als mehrfarbige Linoldrucke vervielfältigte. Diese wurden von ihm handsigniert, galten als gedruckte Originale und wurden überregional verkauft.
Ernst Rötteken starb in den letzten Kriegstagen des Zweiten Weltkriegs am 2. April 1945 in Detmold.

## Werk
Die Erlebnisse im Ersten Weltkrieg, der Tod seines Vaters und der häufige Geldmangel führten zu heftigen Stimmungsschwankungen des Künstlers, die sich in seinen Werken widerspiegeln. Typisch für viele seiner Bilder dieser Zeit sind dunkle Farbtöne. In der lippischen Landschaft fand Rötteken seine Lieblingsmotive, wie den Donoperteich bei Hiddesen, die Heidelandschaft der Senne und zahlreiche Darstellungen des Teutoburger Waldes. Sein künstlerisches Schaffen umfasste neben den Landschaften auch Bauwerke, Ortsansichten und Porträts, die sowohl naturalistische als auch impressionistische Stilmerkmale aufweisen. In Werken aus den ersten beiden Jahrzehnten des 20. Jahrhunderts hat er sich offenbar auch mit dem Expressionismus auseinandergesetzt. Neben zahlreichen Ölgemälden stammen auch druckgrafische Arbeiten von seiner Hand, wie Lithografien und farbige Linolschnitte.
Röttekens großformatige Ölbilder konnten sich nur wohlhabende Käufer leisten. Deshalb kam er auf die Idee, ansprechende Bilder zu produzieren, die sich viele Menschen zu erschwinglichen Preisen kaufen konnten. Er stellte farbige, handsignierte Linoldrucke von 50 unterschiedlichen Blumenmotiven her, die Ende der 1930er und Anfang der 1940er Jahre in über 450 Kunsthandlungen in Deutschland erfolgreich verkauft wurden. Die Blumenbilder wurden dadurch popularisiert, dass sie als Original in mehreren Exemplaren reproduziert und verkauft wurden. Ernst Rötteken wollte primär seine Kunst vielen Schichten zugänglich machen. In Lippe lässt sich feststellen, dass der Bekanntheitsgrad von Rötteken aufgrund seiner Blumenbilder relativ hoch ist. Ihren Platz erhielten diese im Wohnzimmer, aber vielfach auch im Flur oder Treppenhaus und stellten gleichzeitig als wertvolle Originale etwas Besonderes dar.
Anlässlich seines 50. Todestages im Frühjahr 1995 veranstaltete das Lippische Landesmuseum Detmold eine Sonderausstellung zu Ernst Röttekens Leben und Werk. Eine größere Anzahl seiner Werke befindet sich im Besitz des Museums.